# Alfredo Staege

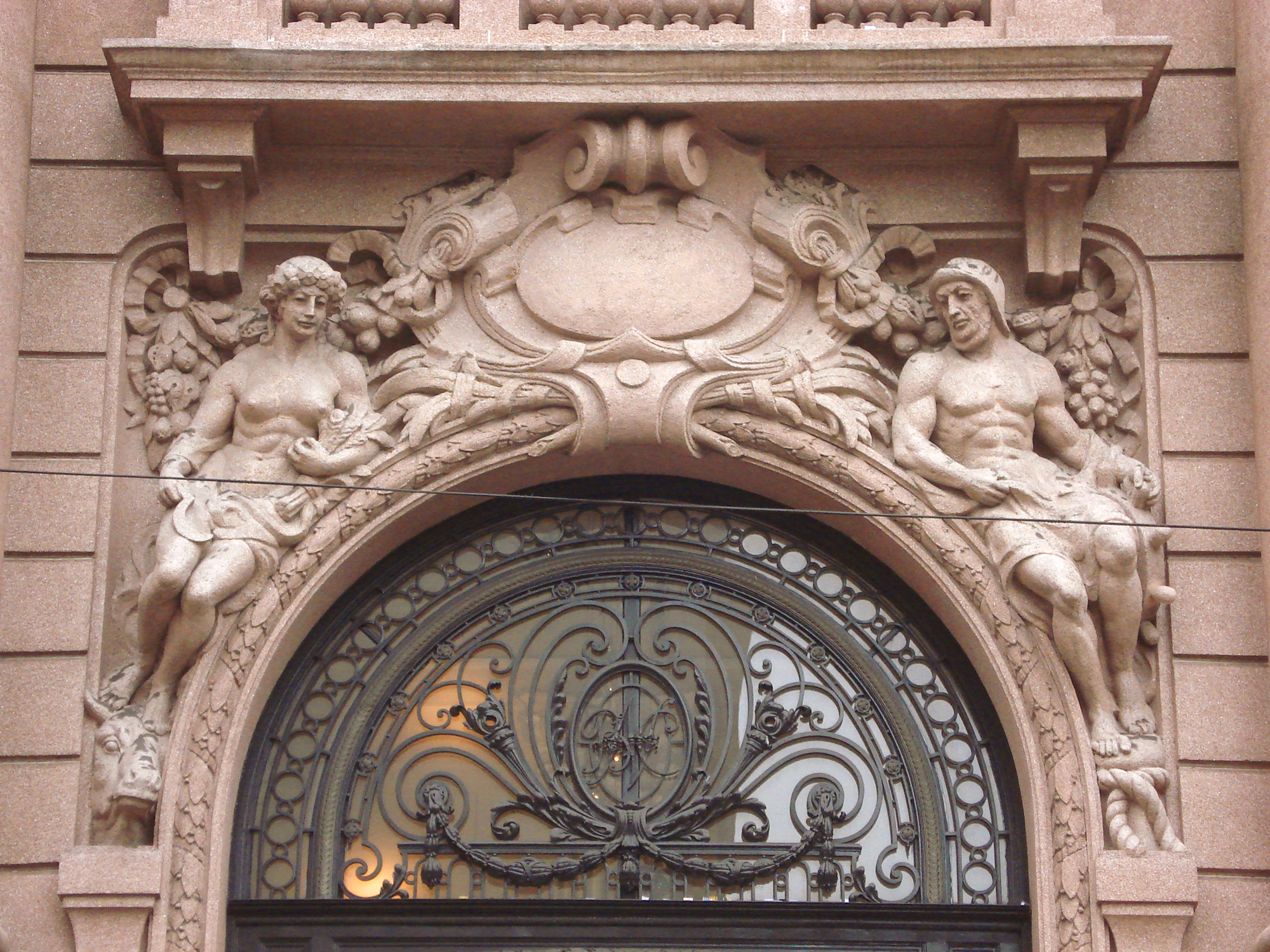
Detalhe da fachada traseira do Santander Cultural, com esculturas de Staege

Alfredo Staege foi um escultor e ornatista de origem alemã e radicado no Brasil.
Nasceu e estudou em Berlim, e depois passou a trabalhar sucessivamente na Itália, no Cairo e em Buenos Aires. Em 1910 mudou-se para Porto Alegre, contratado por João Vicente Friedrichs, para fazer parte de sua oficina de escultura e decoração predial. Participou da decoração de muitos dos prédios construídos por Rudolph Ahrons e ornamentados pela oficina de Friedrichs, embora seja difícil determinar qual foi a sua contribuição, devido ao hábito de trabalho coletivo não-assinado. Mais tarde desligou-se de Friedrichs, abrindo um ateliê próprio. Pode-se afirmar com alguma certeza que são suas as decorações internas do antigo Cinema Rex, do externo do Solar Palmeiro e as esculturas da fachada traseira do Santander Cultural.